# Чемпіонат світу з легкої атлетики в приміщенні 2022
Чемпіонат світу з легкої атлетики в приміщенні 2022 був проведений 18-20 березня в Белграді на «Штарк Арені» місткістю більше 18 000 глядачів.
Рішення про надання Белграду права проводити чемпіонат було анонсовано 22 листопада 2019.
Спочатку чемпіонат мав відбутися, як і світова першість-2021, яка мала відбутися у Нанкіні, у приміщенні. Проте, з огляду на стан пандемії коронавірусу змагання в Китаї були перенесені на 2023, а згодом — на 2025.
За регламентом змагань, до участі у першості допускалися спортсмени, які виповнили впродовж кваліфікаційного періоду встановлені нормативи та вимоги.

## Розклад
| З                                    | Забіги | ½ | Півфінали | Ф | Фінал |
| Р — ранкова сесія, В — вечірня сесія |        |   |           |   |       |

| Дата →             | 18.03 | 18.03 | 19.03 | 19.03 | 19.03 | 20.03 | 20.03 | 20.03 |
| Дисципліна ↓       | Р     | В     | Р     | В     | В     | Р     | В     | В     |
| ------------------ | ----- | ----- | ----- | ----- | ----- | ----- | ----- | ----- |
| 60 м               |       |       | З     | ½     | Ф     |       |       |       |
| 400 м              | З     | ½     |       | Ф     |       |       |       |       |
| 800 м              | З     |       |       | Ф     |       |       |       |       |
| 1500 м             |       |       | З     |       |       |       | Ф     |       |
| 3000 м             | З     |       |       |       |       | Ф     |       |       |
| 60 м з бар'єрами   |       |       |       |       |       | З     | ½     | Ф     |
| 4×400 м            |       |       |       |       |       |       | Ф     |       |
| стрибки у висоту   |       |       |       |       |       | Ф     |       |       |
| стрибки з жердиною |       |       |       |       |       |       | Ф     |       |
| стрибки в довжину  |       | Ф     |       |       |       |       |       |       |
| потрійний стрибок  | Ф     |       |       |       |       |       |       |       |
| штовхання ядра     |       |       |       | Ф     |       |       |       |       |
| семиборство        | Ф     |       |       |       |       |       |       |       |

| Дата →             | 18.03 | 18.03 | 18.03 | 19.03 | 19.03 | 19.03 | 20.03 | 20.03 |
| Дисципліна ↓       | Р     | В     | В     | Р     | В     | В     | Р     | В     |
| ------------------ | ----- | ----- | ----- | ----- | ----- | ----- | ----- | ----- |
| 60 м               | З     | ½     | Ф     |       |       |       |       |       |
| 400 м              | З     | ½     |       | Ф     |       |       |       |       |
| 800 м              |       |       |       | З     |       |       |       | Ф     |
| 1500 м             | З     |       |       |       | Ф     |       |       |       |
| 3000 м             |       | Ф     |       |       |       |       |       |       |
| 60 м з бар'єрами   |       |       |       | З     | ½     | Ф     |       |       |
| 4×400 м            |       |       |       |       |       |       |       | Ф     |
| стрибки у висоту   |       |       |       | Ф     |       |       |       |       |
| стрибки з жердиною |       |       |       |       | Ф     |       |       |       |
| стрибки в довжину  |       |       |       |       |       |       |       | Ф     |
| потрійний стрибок  |       |       |       |       |       |       | Ф     |       |
| штовхання ядра     |       | Ф     |       |       |       |       |       |       |
| п'ятиборство       | Ф     |       |       |       |       |       |       |       |

## Призери

### Чоловіки
| Дисципліни            | Золото                                                        | Золото      | Срібло                                                                | Срібло     | Бронза                                                                                                | Бронза          |
| --------------------- | ------------------------------------------------------------- | ----------- | --------------------------------------------------------------------- | ---------- | --- | --------------- |
| 60 метрів             | Марселл Джейкобс Італія                                       | 6,41 WL AR  | Крістіан Коулмен США                                                  | 6,41 WL    | Марвін Брейсі США                                                                                     | 6,44 PB         |
| 400 метрів            | Джерім Річардс Тринідад і Тобаго                              | 45,00 CR    | Тревор Бассітт США                                                    | 45,05 PB   | Карл Бенгтстрем Швеція                                                                                | 45,33 NIR       |
| 800 метрів            | Маріано Гарсія Іспанія                                        | 1.46,20     | Ноа Кібет Кенія                                                       | 1.46,35    | Брайс Гоппел США                                                                                      | 1.46,51         |
| 1500 метрів           | Самуель Тефера Ефіопія                                        | 3.32,77 CR  | Якоб Інгебрігтсен Норвегія                                            | 3.33,02    | Абель Кіпсанг Кенія                                                                                   | 3.33,36 SB      |
| 3000 метрів           | Селемон Барега Ефіопія                                        | 7.41,38     | Ламеча Гірма Ефіопія                                                  | 7.41,63    | Марк Скотт Велика Британія                                                                            | 7.42,02 SB      |
| 60 метрів з бар'єрами | Грант Голловей США                                            | 7,39[a]     | Паскаль Мартіно-Лагард Франція                                        | 7,50       | Джаррет Ітон США                                                                                      | 7,53            |
| 4×400 метрів          | БельгіяЖульєн Ватрен Александер Дом Йонатан Сакор Кевін Борле | 3.06,52 SB  | ІспаніяБруно Ортелано-Роїг Іньякі Каньяль Мануель Гіхарро Бернат Ерта | 3.06,82 SB | НідерландиТаймір Бернет Нік Смідт Терренс Агард Тоні ван Діпен Ісая Бурс (забіг) Йохем Доббер (забіг) | 3.06,90 SB      |
| Стрибки у висоту      | У Сан Хьок Південна Корея                                     | 2,34        | Лоїк Гаш Швейцарія                                                    | 2,31 SB    | Джанмарко Тамбері ІталіяГаміш Керр Нова Зеландія                                                      | 2,31 SB2,31 NIR |
| Стрибки з жердиною    | Арман Дюплантіс Швеція                                        | 6,20 WR WIR | Тьягу Брас да Сілва Бразилія                                          | 5,95 AIR   | Крістофер Нільсен США                                                                                 | 5,90            |
| Стрибки в довжину     | Мільтіадіс Тентоглу Греція                                    | 8,55 WL     | Тобіас Монтлер Швеція                                                 | 8,38 NIR   | Маркіз Денді США                                                                                      | 8,27 SB         |
| Потрійний стрибок     | Ласаро Мартінес Куба                                          | 17,64 WL    | Педро Пічардо Португалія                                              | 17,46 NIR  | Дональд Скотт США                                                                                     | 17,21 SB        |
| Штовхання ядра        | Дарлан Романі Бразилія                                        | 22,53 CR    | Раян Кроузер США                                                      | 22,44      | Томас Волш Нова Зеландія                                                                              | 22,31 AIR       |
| Семиборство           | Даміан Ворнер Канада                                          | 6489 WL     | Зімон Егаммер Швейцарія                                               | 6363 NIR   | Ешлі Молоні Австралія                                                                                 | 6344 AIR        |

a  У півфінальному забігу Грант Голловей повторив власний світовий рекорд в приміщенні (7,29), встановлений 2021 року.

### Жінки
| Дисципліни            | Золото                                                                                                | Золото       | Срібло                                                                                | Срібло     | Бронза | Бронза     |
| --------------------- | --- | ------------ | ------------------------------------------------------------------------------------- | ---------- | --- | ---------- |
| 60 метрів             | Муджинга Камбунджі Швейцарія                                                                          | 6,96 WL      | Мікая Бріско США                                                                      | 6,99 PB    | Мерібет Сент-Прайс США                                                                                    | 7,04 PB    |
| 400 метрів            | Шона Міллер-Уйбо Багамські Острови                                                                    | 50,31 SB     | Фемке Бол Нідерланди                                                                  | 50,57      | Стефані-Енн Макферсон Ямайка                                                                              | 50,79 NIR  |
| 800 метрів            | Аджей Вілсон США                                                                                      | 1.59,09 SB   | Фревейні Хайлу Ефіопія                                                                | 2.00,54 SB | Галіма Накаї Уганда                                                                                       | 2.00,66    |
| 1500 метрів           | Гудаф Цегай Ефіопія                                                                                   | 3.57,19 CR   | Аксумавіт Ембає Ефіопія                                                               | 4.02,29    | Гірут Мешеша Ефіопія                                                                                      | 4.03,39    |
| 3000 метрів           | Лемлем Хайлу Ефіопія                                                                                  | 8.41,82 SB   | Елінор Сент-П'єр США                                                                  | 8.42,04    | Еджгаєху Тає Ефіопія                                                                                      | 8.42,23    |
| 60 метрів з бар'єрами | Сірена Самба-Маєла Франція                                                                            | 7,78 NIR     | Девінн Чарлтон Багамські Острови                                                      | 7,81 NIR   | Габрієль Каннінгем США                                                                                    | 7,87       |
| 4×400 метрів          | ЯмайкаДжунелл Бромфілд Дженів Расселл Ронейша Мак-Грегор Стефані-Енн Макферсон Тіффані Джеймс (забіг) | 3.28,40 SB   | НідерландиЛіке Клавер Евеліне Салберг Лісанне де Вітте Фемке Бол Андреа Баума (забіг) | 3.28,57 SB | ПольщаНаталя Качмарек Іга Баумгарт-Вітан Кінга Гацька Юстина Швенти-Ерсетиць Александра Гаворська (забіг) | 3.28,59 SB |
| Стрибки у висоту      | Ярослава Магучіх Україна                                                                              | 2,02 WL      | Елеанор Паттерсон Австралія                                                           | 2,00 AIR   | Надія Дубовицька Казахстан                                                                                | 1,98 AIR   |
| Стрибки з жердиною    | Сенді Морріс США                                                                                      | 4,80 SB      | Кеті Наджеотт США                                                                     | 4,75       | Тіна Шутей Словенія                                                                                       | 4,75       |
| Стрибки в довжину     | Івана Вулета Сербія                                                                                   | 7,06 WL      | Есе Бруме Нігерія                                                                     | 6,85 SB    | Лоррейн Уген Велика Британія                                                                              | 6,82 SB    |
| Потрійний стрибок     | Юлімар Рохас Венесуела                                                                                | 15,74 WR WIR | Марина Бех-Романчук Україна                                                           | 14,74 PB   | Кімберлі Вільямс Ямайка                                                                                   | 14,62 SB   |
| Штовхання ядра        | Оріоль Донгмо Португалія                                                                              | 20,43 WL     | Чейз Ілі США                                                                          | 20,21 AIR  | Джессіка Схілдер Нідерланди                                                                               | 19,48      |
| п'ятиборство          | Нор Відтс Бельгія                                                                                     | 4929 WL      | Адріанна Сулек Польща                                                                 | 4851 NIR   | Кенделл Вільямс США                                                                                       | 4680 SB    |

## Медальний залік
| Місце               | Країна              | Золото | Срібло | Бронза | Загалом |
| ------------------- | ------------------- | ------ | ------ | ------ | ------- |
| 1                   | Ефіопія             | 4      | 3      | 2      | 9       |
| 2                   | США                 | 3      | 7      | 9      | 19      |
| 3                   | Бельгія             | 2      | 0      | 0      | 2       |
| 4                   | Швейцарія           | 1      | 2      | 0      | 3       |
| 5                   | Швеція              | 1      | 1      | 1      | 3       |
| 6                   | Іспанія             | 1      | 1      | 0      | 2       |
| 6                   | Багамські Острови   | 1      | 1      | 0      | 2       |
| 6                   | Бразилія            | 1      | 1      | 0      | 2       |
| 6                   | Португалія          | 1      | 1      | 0      | 2       |
| 6                   | Україна             | 1      | 1      | 0      | 2       |
| 6                   | Франція             | 1      | 1      | 0      | 2       |
| 12                  | Ямайка              | 1      | 0      | 2      | 3       |
| 13                  | Італія              | 1      | 0      | 1      | 2       |
| 14                  | Венесуела           | 1      | 0      | 0      | 1       |
| 14                  | Греція              | 1      | 0      | 0      | 1       |
| 14                  | Канада              | 1      | 0      | 0      | 1       |
| 14                  | Куба                | 1      | 0      | 0      | 1       |
| 14                  | Південна Корея      | 1      | 0      | 0      | 1       |
| 14                  | Сербія              | 1      | 0      | 0      | 1       |
| 14                  | Тринідад і Тобаго   | 1      | 0      | 0      | 1       |
| 21                  | Нідерланди          | 0      | 2      | 2      | 4       |
| 22                  | Австралія           | 0      | 1      | 1      | 2       |
| 22                  | Кенія               | 0      | 1      | 1      | 2       |
| 22                  | Польща              | 0      | 1      | 1      | 2       |
| 25                  | Норвегія            | 0      | 1      | 0      | 1       |
| 25                  | Нігерія             | 0      | 1      | 0      | 1       |
| 27                  | Велика Британія     | 0      | 0      | 2      | 2       |
| 27                  | Нова Зеландія       | 0      | 0      | 2      | 2       |
| 29                  | Казахстан           | 0      | 0      | 1      | 1       |
| 29                  | Словенія            | 0      | 0      | 1      | 1       |
| 29                  | Уганда              | 0      | 0      | 1      | 1       |
| Загалом (31 збірна) | Загалом (31 збірна) | 26     | 26     | 27     | 79      |

## Українці на чемпіонаті
Незважаючи на вторгнення Росії до України та зумовлену ним неможливість сформувати повну команду на змагання, Федерація легкої атлетики України все ж таки змогла направити на чемпіонат збірну у складі шести легкоатлеток.
За підсумками чемпіонату українська збірна посіла шосте місце у медальному заліку завдяки «золоту» Ярослави Магучіх у стрибках у висоту та «сріблу» Марини Бех-Романчук у потрійному стрибку. Крім, цього Марина з результатом 6,73 м посіла шосте місце у стрибках у довжину.
Яна Гладійчук була четвертою у стрибках з жердиною (4,60 м).
Ірина Геращенко фінішувала п'ятою у стрибках у висоту (1,92 м).
Юлія Лобан посіла десяте місце у п'ятиборстві (4192 очки).
Найменш вдало з представниць України виступила Анна Плотіцина. За підсумками попередніх забігів її результат у бігу на 60 метрів з бар'єрами (8,17) став лише 23-м та не дозволив їй потрапити до півфінальної стадії змагань.

## Онлайн-трансляція
Світова легка атлетика здійснювала онлайн-трансляцію змагань на власному YouTube-каналі:
- Загальна трансляція:
  -  День 1 (ранкова програма) на YouTube
  -  День 1 (вечірня програма) на YouTube
  -  День 2 (ранкова програма) на YouTube
  -  День 2 (вечірня програма) на YouTube
  -  День 3 (ранкова програма) на YouTube
  -  День 3 (вечірня програма) на YouTube
- Трансляції технічних дисциплін:
  - Чоловіки:
    -  стрибки у висоту на YouTube
    -  стрибки з жердиною на YouTube
    -  стрибки у довжину на YouTube
    -  штовхання ядра на YouTube

  - Жінки:
    -  стрибки у висоту на YouTube
    -  стрибки з жердиною на YouTube
    -  стрибки у довжину на YouTube
    -  потрійний стрибок на YouTube
    -  штовхання ядра на YouTube